# A.C.G.T
A.C.G.T — японська анімаційна-компанія, заснована у 2001 році. Брала участь у розробці багатьох серій, в основному допомагала іншим студіям у адаптації новел та манґи. Студія є дочірньою компанією OB Planning, яка впроваджує свою продукцію у різних напрямках. A.C.G.T також працює на регулярній основі з Genco, яка час від часу замовляє у A・C・G・T анімацію. назва «A.C.G.T» може бути відсилкою до четвертої нуклеїнової кислоти в ДНК.

## Роботи студії
- Seven of Seven (2002)
- Human Crossing (2003)
- Kino no Tabi (2003)
- Initial D Fourth Stage (2004)
- Koi Kaze (2004)
- Project Blue Earth SOS (2006)
- GR: Giant Robo (2007)
- Wangan Midnight (2007)
- Kimi ga Aruji de Shitsuji ga Ore de (2008)
- Monochrome Factor (2008)
- Freezing (аніме) (2011)
- Freezing Vibration (2013)
- Fuuun Ishin Dai Shogun (2014, спільно з J.C.Staff)
- Minami Kamakura Koukou Joshi Jitensha-Bu (2017, спільно з J.C.Staff)